# 乌江渡水库
乌江渡水库位于中国贵州省中部的乌江干流，坝址在遵义市播州区乌江镇，是以发电、防洪为主，兼有航运等功能的大（一）型水库。
主坝中部有4个溢流表孔，左右各有一个泄洪中孔。电厂主厂房为坝后式，副厂房在上游侧的坝体内。坝基工程地质条件比较差，右岸最差，左岸次之，河床较好，对大坝右侧坝和坝基深处都进行了高压水泥帷幕灌浆，提高了强度。
由中南水电勘测设计院设计，水电八局承建，工程于1970年动工兴建，1973年11月20日下闸蓄水，1979年12月27日第一台机组投入试运行，1983年底全部建成。
乌江渡水电站是中国在喀斯特地区兴建的第1座高坝。
1980年6月22日，该厂发生了水淹厂房的事故。当时乌江上游暴雨导致发生特大洪水，入库最大流量为14600立方米每秒，下泄流量最大为11000立方米每秒。电厂水工建筑物尚未完工，溢流面上还有若干缺口，右岸泄洪洞还需浇灌1万立方米混凝土，右岸坝肩帷幕灌浆还未完成。洪水在2号电缆洞未封堵的情况下进入厂房，导致3台机组全部被淹。